# Všivec krkonošský

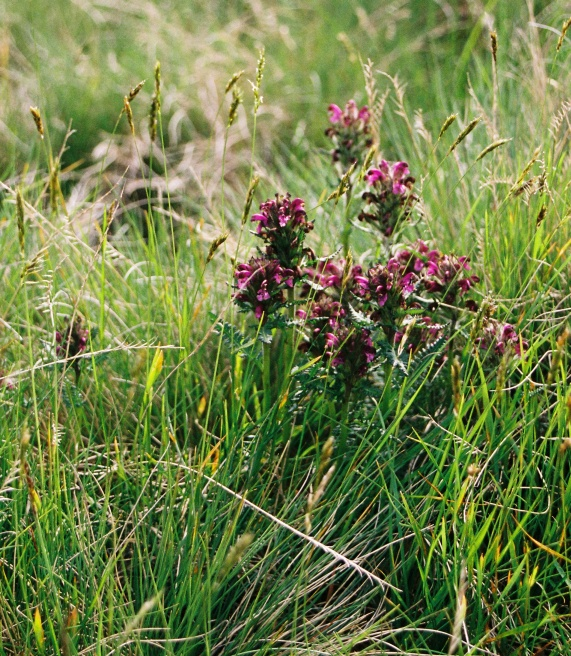
Všivec sudetský v Krkonoších

Všivec krkonošský (Pedicularis sudetica) je drobná poloparazitická bylina, druh rodu všivec. Je endemitem a glaciálním reliktem v českých i polských Krkonoších, v obou zemích je považován za ohroženou rostlinu.
Tento druh byl popsán v roce 1880 podle rostlin sesbíraných v Krkonoších a proto rostliny z Krkonoš jsou uváděny jako nominátní poddruh, všivec krkonošský pravý, který je dále na této stránce popisován.

## Taxonomie
V širším pojetí je všivec krkonošský chápán jako souhrn několika případných drobných samostatných druhů a je podle autorů různě členěn do poddruhů, které se odlišují barvou i tvarem květů a listů. V Československu i v Polsku roste pouze nominátní poddruh.
Druh všivec krkonošský bývá obvykle rozlišován do sedmi až devíti poddruhů:
- všivec krkonošský pravý (Pedicularis sudetica Willd. subsp. sudetica)
- Pedicularis sudetica Willd. subsp. albolabiata Hultén
- Pedicularis sudetica Willd. subsp. arctoeuropaea Hultén
- Pedicularis sudetica Willd. subsp. gymnostachya Jurtzev & V. V. Petrovsky
- Pedicularis sudetica Willd. subsp. interior (Hultén) Hultén
- Pedicularis sudetica Willd. subsp. interiorioides Hultén
- Pedicularis sudetica Willd. subsp. novaiae-zemliae Hultén
- Pedicularis sudetica Willd. subsp. pacifica Hultén
- Pedicularis sudetica Willd. subsp. scopulorum (A. Gray) Hultén[2][3][4]

## Výskyt
Je rozšířen cirkumpolárně od severu Skandinávského poloostrova přes poloostrov Kola, severní Ural, Sibiř a Altajský kraj až na Kamčatku na Dálném východě. Dále roste i v Severní Americe od Aljašky až po východ severní Kanady. Mimo subarktické a arktické pásmo roste všivec krkonošský pouze v Krkonoších, které jsou asi 2500 km daleko od nejbližšího místa dalšího výskytu, které leží až na poloostrově Kola.
Tato biogeografická rarita se vyskytuje v Krkonoších v alpínském a subalpínském stupni na rašeliništích nebo jejich podmáčených okrajích, prameništích, na březích potůčků, v terénních prosedlinách nebo poblíž mokvavých skal v karech a na lavinových svazích. V těchto místech leží sněhová pokrývka pět až sedm měsíců a krajina zde má tundrový charakter. Současná nejvyšší lokalita se nachází v nadmořské výšce 1450 a nejnižší ve výšce 1170 m n. m. Podstatně více jedinců roste na české straně, tam se vyskytují na 12 oddělených lokalitách a na polské straně na 7.

## Popis
Nízká rostlina charakterizována jako vytrvalý poloparazit, který vyrůstá z krátkého vodorovného a málo větveného oddenku s obvykle jednou přímou a nerozvětvenou lodyhou dorůstající do výšky 10 až 25 cm. Lodyha je na bázi krátce vystoupavá, oblá a bývá neolistěná nebo má jeden až dva vzpřímení listy. Většina listů je ve volné přízemní růžici, jsou dlouze řapíkaté a jejich lysé, peřenosečné čepele s protáhlými trojúhelníkovitými úkrojky jsou v obryse vejčitě kopinaté a 3 až 5 cm dlouhé.
Květy vyrůstají nahloučeny v koncových hroznovitých květenstvích, dolní mají krátké stopky a horní jsou přisedlé. Listeny spodních květů bývají podobné listům a jsou delší než květy, výše postavené listeny jsou celokrajné a kratší než květy. Kalich je úzce zvonkovitý, nepravidelně pěticípý a vytrvalý. Dvoupyská koruna, 15 až 20 mm dlouhá, je růžová až světle fialová a trubku má kratší než kalich. Horní pysk je tmavší a výrazně přilbovitý, dolní pysk je trojlaločný a kratší. Čtyři tyčinky s prašníky jsou lysé, zakřivená čnělka vystupuje z koruny.
Plodem je vejčitá, podlouhle zploštělá, zašpičatělá, dvoudílná, mnohosemenná tobolka. Bývá 12 až 15 mm dlouhá, otvírá se v horní části a je obalena vytrvalým kalichem o poloviční délce. Obsahuje drobná hranatá semena vážící jen okolo 0,6 mg. Ploidie všivce krkonošského pravého je 2n = 16.

## Fenologie
Již v průběhu srpna a září se zakládají nadzemní pupeny, které přezimují obklopeny jen suchými listy přízemních růžic a uschlými lodyhami. Po přečkání zimy pupeny vyraší a prvé lístky se objeví koncem května a počátkem června. Následně velmi rychle vyrostou listové růžice i lodyhy s květy, které od července do srpna postupně vykvétají. Květy jsou opylovány převážně čmeláky, částečně i motýly a mouchami nacházejícími v květech nektar. V případě neopylení hmyzem dojde při stárnutí květu k samoopylení ohnutím čnělky pod prašníky. Tobolky se semeny dozrávají postupně, na rostlině jsou současně vysypané i ještě nedozrálé.
Všivec krkonošský není vyhraněný poloparazitický druh, parazituje široké spektrum hostitelské rostlin, od kapraďorostů přes traviny až po dřeviny. Z oddenku téměř nevyrůstají normální niťovité kořínky, většinou jen kořínky napojující se pomoci zvonkovitých až oválných haustorií na kořeny s kterými se setkají a čerpají z nich vodu a minerální látky; někdy se připojí i na kořeny vlastní. Jedna rostlina parazituje současně i více druzích rostlin.

## Rozmnožování
Rozmnožuje se jak vegetativně, tak generativně. Při vegetativní rozšiřování vyrůstají z krátkého a chudě větveného oddenku v těsné blízkosti růžice mateřské nové růžice dceřiny, tak vzniká trs rostlin. Zůstávají spolu spojeny po dobu životnosti oddenku, který odumírá asi po 10 létech, tehdy dosahuje délky asi 10 cm. Z oddenku vyrůstá malý počet adventních kořenů, které se snadno odlamují, někdy obsahují pupen nové mateřské růžice a mohou být proudící vodou odneseny na jiné místo a tam vyrůst. Květné lodyhy rostou z růžic až po několika létech.
Ke generativnímu rozmnožování pomoci semen dochází jen v omezené míře. V klimaticky nepříznivých létech, v čase kvetení studených a deštivých, k dozrání semen vůbec nedojde nebo jich dozraje pouze malá část. Dozrálá semena často vyklíčí, ale drobné mladé rostlinky brzy uhynou v konkurenci ostatních rostlin.

## Ohrožení
Všivec krkonošský pravý je ohrožen každou zásadní změnou ve vegetačních, půdních i hydrologických podmínkách. Je pro něj nebezpečný i rozšiřující se turistický ruch, včetně lyžování na nízké sněhové pokrývce, kdy dochází k poškození přezimujících pupenů. Ničen je i pastvou jelení a srnčí zvěře, která ho vytrhává z půdy. Mezi přírodní nebezpečí patří přívalové deště, po kterých následuje eroze půdy a modelace terénu. Stejné nebezpečí hrozí při sesuvech způsobených sněžnými lavinami.
Pro zajištění maximální ochrany byl vyhláškou MŽP 395/1992 Sb. (§1) i Červeným seznamem rostlin (C1t) zařazen mezi kriticky ohrožené druhy. Je také uveden v příloze č. II Bernské úmluvy o ochraně planě rostoucích rostlin.